# Seiloni Iaruel
Seiloni Iaruel (né le 14 avril 1995 à Port-Vila) est un footballeur international vanuatais, qui évolue au poste de gardien de but au Tafea FC.

## Carrière
Seiloni Iaruel effectue sa formation durant deux saisons à la Teouma Academy, le centre de formation de la Fédération du Vanuatu de football, de 2009 à 2011. À l'issue de ces deux années, à seize ans, il s'engage avec le Tafea FC, en première division du Vanuatu.
En 2012, il est repéré par un recruteur de Stoke City lors d'un match en sélection. Il effectue durant un mois un essai avec l'académie du club anglais, à dix-sept ans et alors qu'il est déjà international dans son pays. Après ce test, il n'est pas conservé en raison du fait qu'il ne possède pas de passeport européen lui permettant de jouer en Angleterre.
Il participe avec son club, le Tafea FC, à la Ligue des champions de l'OFC en 2014 et 2015, sans cependant à franchir les phases de poules.

## Palmarès
Il remporte avec le Tafea FC la Coupe du Vanuatu en 2013 et 2014. Il gagne aussi ces deux mêmes années la VFF National Super League, ainsi que la TVL Smile Cup en 2014.